# Битва при Цибалах
Битва при Цибалах, іноді Цибальська війна (лат. Bellum Cibalense) сталася в 316 році між арміями двох римських імператорів: Костянтина Великого та Ліцинія. Бій відбувся біля давньоримського міста Цибали (Кібали) в провінції Друга Паннонія (теперішні Вінковці у Хорватії). Костянтин, незважаючи на меншу чисельність війська, здобув рішучу перемогу в битві.

## Передумови
Провідною причиною конфлікту між двома правителями стали плани Костянтина щодо надання нареченому своєї сестри, Бассіану, титула цезаря. Згодом виявилося, що сенатор Бассіан планував проти Костянтина заколот, імовірно, за спонуканням свого брата Сенеціона, що був близьким соратником Ліцинія. Тому Костянтин стратив Бассіана та зажадав від Ліцинія передачі Сенеціона, але отримав відмову. Невдоволений Костянтин вирушив зі своєю армією до території Ліцинія. Ненадійні фасти, що приписуються Ідацію, датують бій 8 жовтням 314 року, проте за купою літературних і нумізматичних джерел, це сталося в 316 році.

## Битва

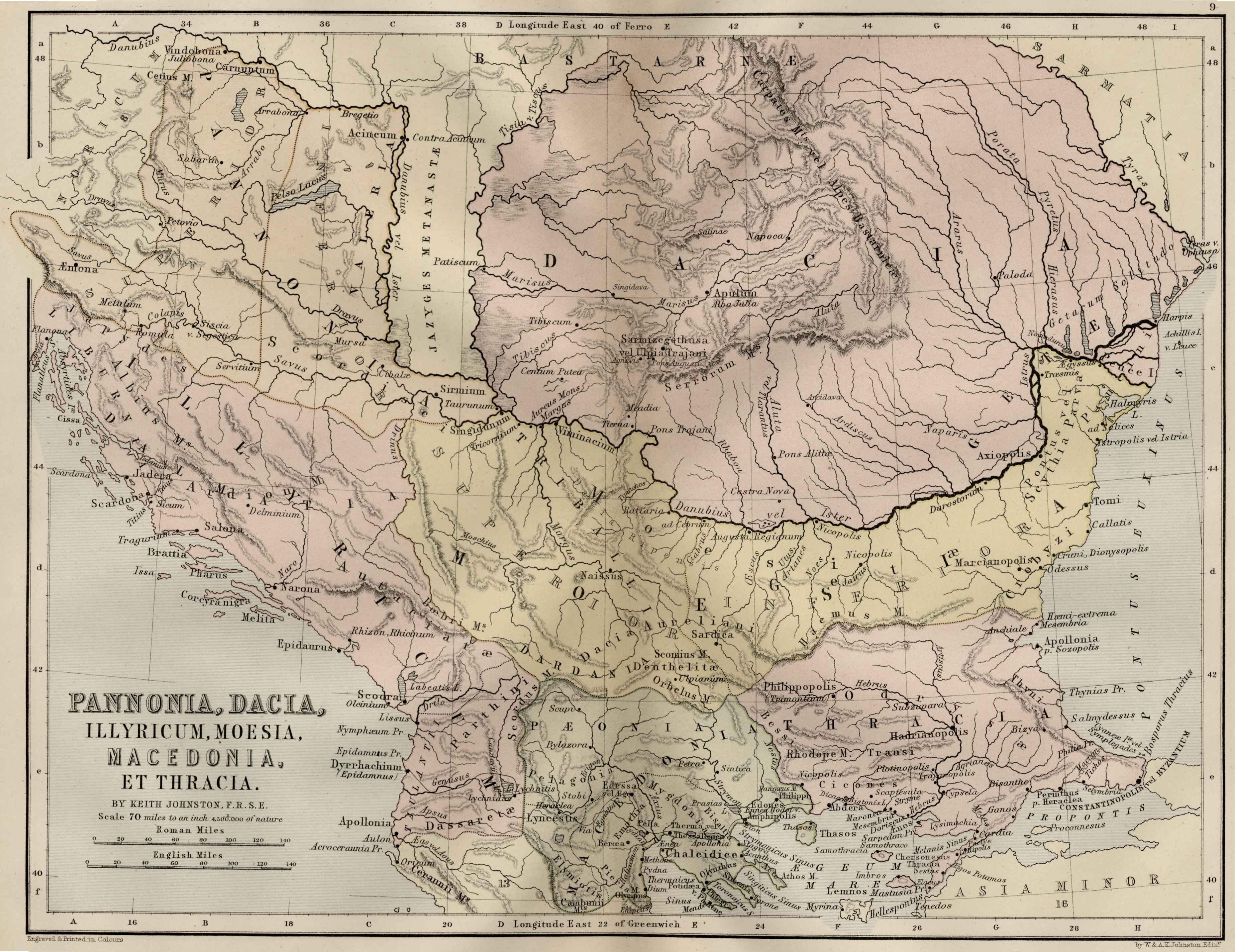
Мапа дунайських провінцій Римької імперії; Цибали розташовані в південно-східній частині Паннонії

Протиборчі армії зустрілися на рівнині між річками Сава і Драва біля міста Цибали (лат. Cibalae) у провінції Друга Паннонія. Солдати Костянтина вишикувалися в ущелині, прилеглий до гірських схилів, а військо Ліцинія розташовувалося нижче, у прилеглій до міста Цибали місцевості.
Перед битвою Ліциній подбав про забезпечення захисту з флангів. Оскільки для досягнення місця битви піхота Костянтина мала рухатися вперед розбитим ґрунтом, він видвинув уперед кінноту, що виступала в ролі щита. Армії Костянтина вдалося дістатися відкритого ґрунту і почати атаку. Після періоду сутичок та інтенсивного вогню метальними снарядами на відстані, протиборчі частини армій зустрілися в ближньому бою, де зав’язалося жорстоке рукопашне протистояння.
Битва тривала цілий день та закінчилася після того, як Костянтин особисто очолив кавалерію з правого крила своєї армії. Ця атака виявилася вирішальною, а ряди Ліцинія були розбиті. Загалом у битві загинуло близько 20 тис. солдатів Ліцинія, проте їхньому очільнику під покровом темряви вдалося вибратися із поля живим у супроводі вцілілих частин своєї кінноти.

## Наслідки
Через невдачу в битві Ліциній був змушений втекти до Сірмію (теперішня Сремська Мітровиця, Сербія), а потім, зібравши свою сім'ю та скарбницю, до Фракії. Він зробив свого сподвижника Валерія Валента співправителем, надавши тому титул августа. Обидва імператори розпочали мирні переговори, але вони швидко зірвалися. За ними відбулась битва при Мардії, яка закінчилася нерішучою перемогу Костянтина, оскільки обидві сторони зазнали великих втрат.
Після битви, в очікуванні відступу Ліцинія до Візантії, Костянтин просунувся у напрямку цього міста. Однак несподівано Ліціній відступив на північ, що надало йому змогу перервати шляхи постачання та зв'язку Костянтина, захопивши значну частину його скарбниці. Незабаром сторони уклали вигідну для Костянтина угоду, за якою Ліциній втрачав більшу частину Балканського півострова, а сини Костянтина, Крисп (14 років) та Костянтин II (був лише немовлям), разом із Ліцинієм II, сином Ліцинія, отримували титули цезаря. Наостанок Ліциній позбавив посади імператора і стратив свого співправителя Валента.